# Караван-Солодкий
Караван-Солодкий (укр. Караван-Солодкий) — село в Марковском районе Луганской области Украины. Входит в Сычанский сельский совет.
Население по переписи 2001 года составляло 565 человек. Почтовый индекс — 92441. Телефонный код — 6464. Занимает площадь 2,305 км². Код КОАТУУ — 4422588805.

## Местный совет
92440, Луганська обл., Марківський р-н, с. Сичанське, вул. Радянська, 5  (укр.)